# Romano Carapecchia
Romano Fortunato Carapecchia (1666–1738) – włoski architekt epoki baroku, który był aktywny w Rzymie, na Malcie i Sycylii. Jego projekty pomogły w pierwszej dekadzie XVIII wieku przemienić maltańską stolicę Vallettę w barokowe miasto.

## Życiorys

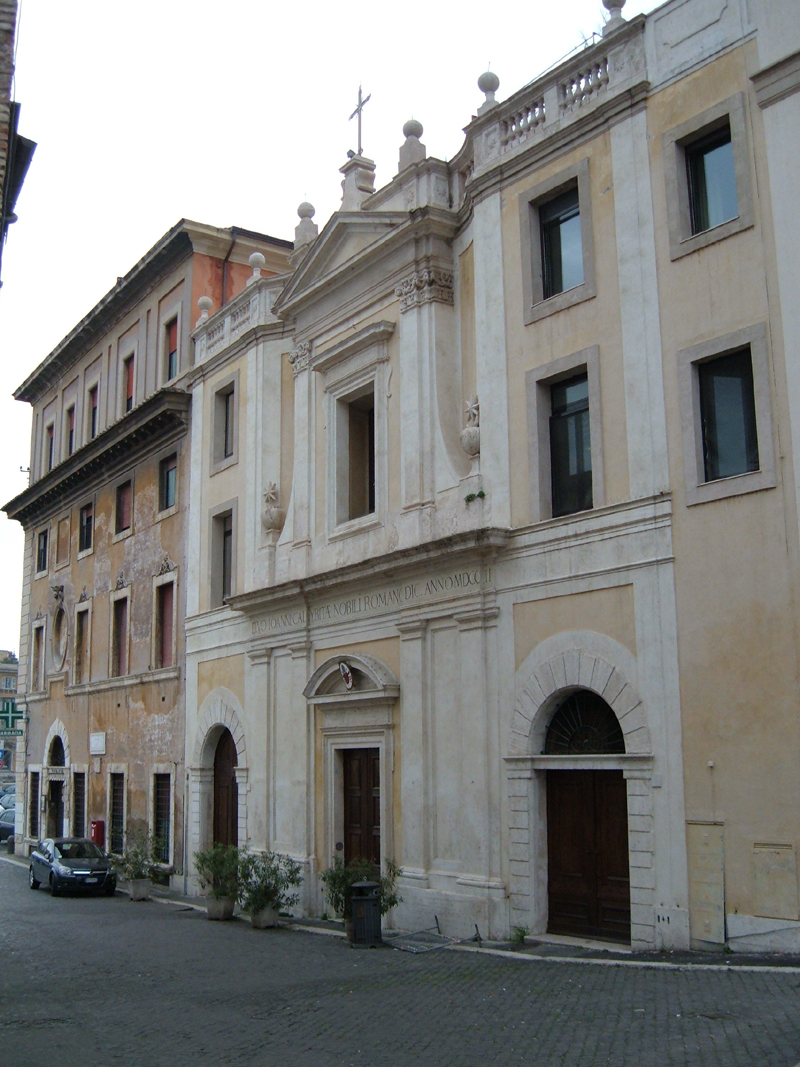
Kościół San Giovanni Calibita, jedna z wczesnych prac Carapecchii w Rzymie

Carapecchia urodził się w 1666 w parafii św. Eustachego w Rzymie. Jego rodzicami byli Giovanni Antonio Carapecchia i Francesca Roveti. Studiował w Akademii Świętego Łukasza (wł. Accademia di San Luca), gdzie w 1681, w seconda classe zdobył pierwszą nagrodę za projekt pałacu. W latach około 1681–1691 pracował również w pracowni Carlo Fontany. W 1689 napisał traktat o projektach teatralnych zatytułowany Pratica delle Machine de' Teatri. Zapisał również swoją edukację w dokumencie zatytułowanym Compendio Architettonico inventato da Romano Carapecchia. Jego kariera jako architekta rozpoczęła się w Rzymie, gdzie przypisuje mu się zaprojektowanie kilku budynków. Zaprojektował plany miejskie i fontanny, a także we współpracy z Mattia de Rossim wykonał katafalk dla papieża Aleksandra VIII. 
27 listopada 1706 papież Klemens XI wysłał do wielkiego mistrza Ramona Perellosa breve pontificio, w którym zachwala prace Carapecchii. W 1707 ten ostatni opuścił Rzym i osiedlił się w Valletcie, stolicy Malty zakonu św. Jana rządzonej przez Perellosa. Zdobył przychylność wielkiego mistrza i resztę swojej kariery spędził na Malcie, gdzie odegrał rolę w przekształceniu Valletty w barokowe miasto, projektując liczne kościoły, pałace i inne budynki. W 1708 oraz 1723 Carapecchia przeprowadził badania dotyczące zaopatrzenia w wodę miast wokół maltańskiego Grand Harbour. Pracował również pod rządami następców Perellosa, przede wszystkim Antonio Manoela de Vilheny, dla którego w 1726 zaprojektował katafalk. Carapecchia również projektował meble do niektórych swoich budowli, jak np. szafki w zakrystii kolegiaty św. Pawła w Valletcie. Mieszkając na Malcie Carapecchia był również zaangażowany w prace na pobliskiej Sycylii.
Carapecchia zmarł na Malcie 21 stycznia 1738.

## Prace
Projekty architektoniczne wykonane przez Romano Carapecchię lub jemu przypisywane obejmują:
Rzym
- Kościół San Giovanni Calibita (ok. 1700)[2]
- Palazzina Vaini (ok. 1700)[2]
- Tor di Nona(inne języki)[1]

Valletta

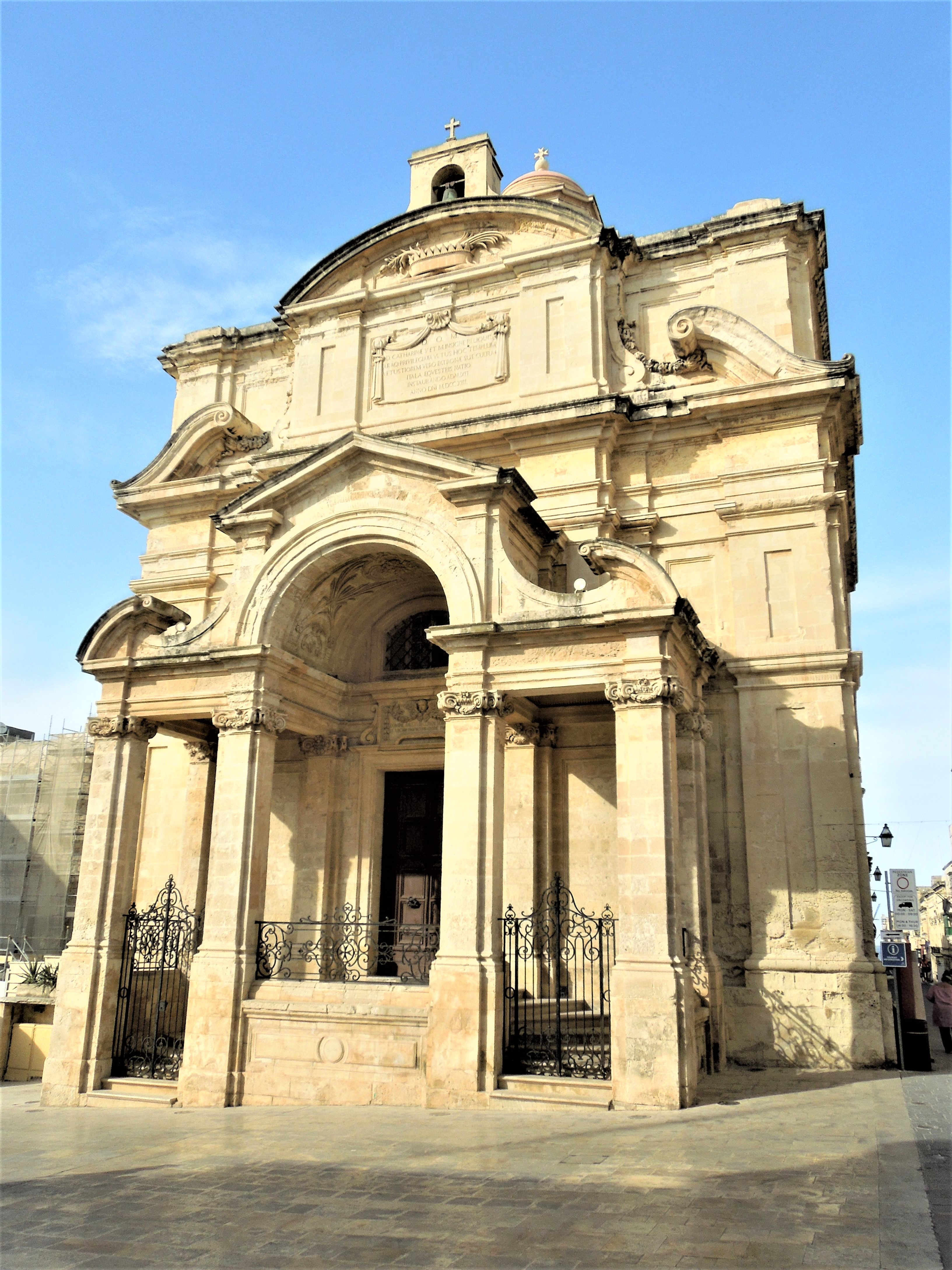
Kościół św. Katarzyny Aleksandryjskiej w Valletcie

- Składy Barriera i fontanna Perellosa w marinie Valletty (1707/1713)[2][5] – składy częściowo zburzono, a fontannę przeniesiono do pałacu Wielkiego Mistrza w latach 50. XIX wieku[5]
- Kościół św. Jakuba (1710)[2]
- Kościół św. Katarzyny Aleksandryjskiej (1713)[2]
- Kościół Prezentacji Najświętszej Maryi Panny(inne języki) (1714)[2]
- Kościół Matki Bożej z Pilar (1718)[2]
- Zakrystia kolegiaty św. Pawła Rozbitka (1718)[2]
- Banca Giuratale (1721)[2]
- Chapelle Ardente w konkatedrze św. Jana (1726)[2]
- Modyfikacje Del Monte Gate[6] – zburzona 1884[7]
- Kościół św. Barbary[1]
- Fasada Palazzo Spinola[1]
- Przybudówki konkatedry św. Jana[1]
- Drzwi zbrojowni w pałacu Wielkiego Mistrza[1]
- Teatr Manoel[1]

Inne miejsca na Malcie

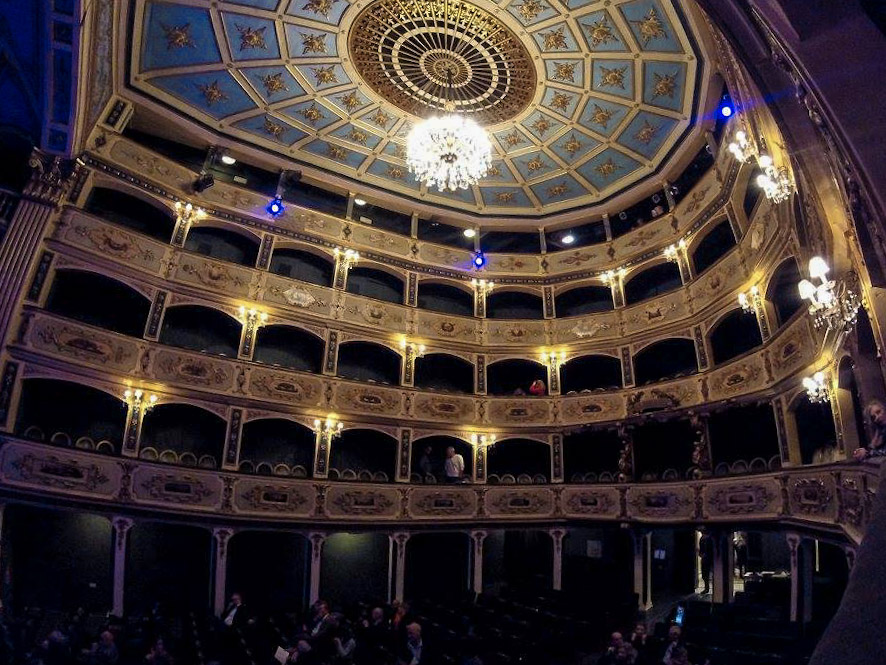
Teatr Manoel w Valletcie

- Spinola Palace w St. Julian’s (1733)[8]
- Kościół św. Publiusza we Florianie (1730.)[3]
- Główna kaltka schodowa pałacu Inkwizytora w Birgu (1733–1734)[3]
- Przeprojektowanie i wykończenie bramy Notre Dame w ciągu Cottonera Lines[6]
- Brama główna fortu Manoel (we współpracy z Charles’em François de Mondionem)[6]

Sycylia
- Praca konkursowa na rekonstrukcję katedry św. Agaty w Katanii (1709)[1]
- Odrestaurowanie kompleksu rycerzy Szpitalników w Marsali (1715)[1]

## Dziedzictwo
Album rysunków architektonicznych autorstwa Carapecchii znajduje się w Courtauld Institute of Art w Londynie. Maltański historyk Denis de Lucca wydał o nim książkę (zob. poniżej).

## Literatura
- Denis De Lucca. Carapecchia. Master of Baroque Architecture in Early Eighteenth Century Malta, Valletta: Midsea Books Ltd, 1999, ISBN 99909-93-00-9 (ang.)